# Доминик (кафе)
«Доминик» — первое кафе в Российской империи. Кафе работало с 1841 года в Санкт-Петербурге по адресу Невский проспект, дом 24.

## История
Кафе было расположено на первом этаже одного из двух жилых домов (современный адрес — Невский проспект, дома № 22 и 24), принадлежавших лютеранской церкви Святых Петра и Павла. Первоначально два полутораэтажных дома были построены в 1735 г. для причта и школы, эти здания не сохранились. Заново оба здания были построены в 1830—1832 гг. архитектором Г. Р. Цолликофером, в них было уже три этажа. Ещё два этажа к зданиям были надстроены в 1910—1911 гг. архитектором В. Э. Коллинсом.
Создание кафе (тогда «кофеен») по образцу парижских, сочетавших в себе преимущества трактиров (сытная еда) и существовавших в России с самого начала XIX кондитерских (игры, напитки, десерт), было разрешено сенатским указом в мае 1841 года. Первое кафе открыл выходец из Швейцарии Доминик Риц-а-Порта (нем. Dominique Riz à Porta, родом из Сарна, его зятем был И. И. Излер).
Кафе могло продавать:
1. напитки (чай, кофе, глинтвейн);
2. сладости и торты;
3. бульоны, бифштексы и закуски;
4. алкоголь: ликёры и наливки, вино и пиво;
5. табачные изделия;
6. газеты.

Кафе пользовалось популярностью: его посещали до полутора тысяч посетителей в день, благодаря удачному расположению, хорошей кухне и умеренным ценам (средний счёт составлял около 40 копеек).

## Игра
Согласно указу, кафе могло зарабатывать деньги, сдавая в аренду места для игры в бильярд, буль, домино, шашки и шахматы.
Завсегдатаями кафе были шулеры. Именно здесь, по воспоминаниям А. Е. Ризенкампфа, в феврале 1844 года Ф. М. Достоевский проиграл вечером шулеру в домино в двадцати пяти партиях последние сто рублей из тысячи, полученной с утра от опекуна (остальные деньги разошлись на покрытие долгов).

## Шахматисты
Кафе прочно вошло в историю российских шахмат. Здесь на деньги играли выдающиеся шахматисты, включая Чигорина и Шифферса. Игра с мастером требовала уплаты 20 копеек кафе за аренду места, а также денежной ставки; сильные игроки использовали гандикап.
В кафе проводились первые российские шахматные турниры, по крайней мере с 1876 года. Но вскоре в кафе стало тесно и турниры перебрались в Петербургское немецкое собрание («Санкт-петербургский шахматный клуб»), в ресторан Мильбрета. В 1877 году открылась специальная шахматная комната в ресторане Прадера.

## Знаменитости
Кафе посещали Ф. М. Достоевский, Д. И. Менделеев. Кафе упомянуто в произведенияx М. Е. Салтыкова-Щедрина, А. П. Чехова. Постоянные посетители («доминиканцы») и интерьеры привлекали внимание И. Е. Репина и В. Е. Маковского.

## Советское время
Как и подавляющее большинство ресторанов и кафе, «Доминик» закрылось после революции. В советское время в здании было открыто кафе-мороженое, получившее прозвище «Лягушатник» из-за зелёного цвета диванов.
Время открытия «Лягушатника» спорно: называются 1920-е годы (существует фотография, на которой название ещё старое — «Доминик» — но уже в новой орфографии), по другим источникам, кафе вновь открылось незадолго до Великой Отечественной войны; указывается также 1960-й год.

## Настоящее время
«Лягушатник» просуществовал до 1990 года.
Сейчас в помещениях кафе располагаются: ресторан-кафе Raclette Dominique 1841, Market Place, сувенирный салон, а в верхнем этаже здания расположен арт-салон «Невский, 24».